# اودوپیهیلا
اودوپیهیلا (به لاتین: Udupihilla) یک منطقهٔ مسکونی در سری‌لانکا است که در استان مرکزی (سری‌لانکا) واقع شده‌است.